# 21 février en sport
21 janvier 21 mars
Chronologies thématiques
- Croisades
- Ferroviaires
- Disney

Le 21 février (52e jour de l'année) en sport.

## Événements

### XIXesiècle
- 1880 :
  - (Football) : à Glasgow (First Cathkin Park), finale de la 7e édition de la Coupe d'Écosse. Queen's Park s'impose face à Thornliebank, 3-0 devant 4 000 spectateurs.
- 1882 :
  - (Cricket) : deuxième des quatre test matchs de la tournée australienne de l’équipe anglaise de cricket. L’Australie bat l’Angleterre par 5 wickets.
- 1883 :
  - (Cricket) : 4e des quatre test matches de la tournée australienne de l’équipe anglaise de cricket. L’Australie bat l’Angleterre par 9 wickets.
- 1885 :
  - (Rugby à XV /Tournoi britannique) : bien que la rencontre soit arrêtée au bout de 20 minutes, l'Écosse bat l'Irlande chez elle à Belfast sur grâce à un unique essai marqué[1]. Le Tournoi britannique n'est pas terminé pour cause de conflits entre les fédérations. Le match entre l'Angleterre et l'Écosse devant désigner le vainqueur du tournoi n'est pas disputé et le classement n’est pas officiel. Le match entre le pays de Galles et l'Irlande n'est pas disputé lui aussi.

### XXesièclede1951à2000
- 1976 :
  - (Jeux paralympiques) : la première édition de Jeux Paralympiques d'hiver ouvert à Örnsköldsvik en Suède.
- 1998 :
  - (Athlétisme) : Emma George porte le record du monde du saut à la perche féminin à 4,57 mètres.

### XXIesiècle
- 2010 :
  - (JO d'hiver) : à Vancouver au Canada 10e jour de compétition.
- 2014 :
  - (JO d'hiver) : à Sotchi en Russie 16e jour de compétition.
  - (Rugby à XV) : dans le Tournoi des Six Nations, au Millennium Stadium à Cardiff, l'équipe du pays de Galles s'impose 27-6 face à l'équipe de France.
- 2018 :
  - (JO d'hiver) : à Pyeongchang en Corée du Sud, 14e jour de compétition.
- 2019 :
  - (JO de 2024) : les organisateurs des Jeux de Paris 2024 ont proposé au CIO d'ajouter la break dance, l'escalade, le surf et le skateboard au programme. Et de lancer des épreuves ouvertes à tous, comme un marathon, le même jour que les athlètes des Jeux[2].
- 2021 :
  - (Tennis /tournoi de Grand Chelem) : en finale de l'l'Open d'Australie le Serbe Novak Djokovic remporte son 18e titre en Grand Chelem en battant le Russe Daniil Medvedev 7-5, 6-2, 6-2. le Slovaque Filip Polášek associé au Croate Ivan Dodig remporte le double 6-3, 6-4.

## Naissances

### XIXesiècle
- 1869 :
  - Jack Reynolds, footballeur irlando-anglais. (5 sélections avec l'équipe d'Irlande et 8 avec celle d'Angleterre). († 3 décembre 1917).

### XXesièclede1901à1950
- 1901 :
  - Pierre Lewden, athlète de sauts français. Médaillé de bronze de la hauteur aux Jeux de Paris 1924. († 30 avril 1989).
- 1902 :
  - Émile Friess, footballeur français. (2 sélections en équipe de France). († 26 avril 1993).
- 1909 :
  - Auguste Jordan, footballeur puis entraîneur autrichien et devenu français. (16 sélections en équipe de France). († 17 mai 1990).
- 1910 :
  - Willi Oberbeck, cycliste sur route allemand. († 9 juillet 1979).
- 1913 :
  - Roger Laurent, pilote de course automobile belge. († 6 février 1997).
  - Mario Vicini, cycliste sur route italien. († 6 décembre 1995).
- 1915 :
  - Godfrey Brown, athlète de sprint britannique. Champion olympique du relais 4×400m et médaillé d'argent du 400m aux Jeux de Berlin 1936. Champion d'Europe d'athlétisme du 400m 1938. († 4 février 1995).
- 1918 :
  - Louis Dugauguez, footballeur puis entraîneur français. Sélectionneur de l'équipe de France de 1967 à 1968. († 22 septembre 1991).
- 1925 :
  - Jack Ramsay, entraîneur de basket-ball américain. († 28 avril 2014).
- 1928 :
  - Cecil Sandford, pilote de moto britannique. († 28 novembre 2023).
- 1934 :
  - Gordon Forbes, joueur de tennis sud-africain. († 9 décembre 2020).
- 1937 :
  - Ron Clarke, athlète de fond et de demi-fond australien. Médaillé de bronze du 10 000 m aux Jeux de Tokyo 1964. Détenteur du record du monde du 10 000 m du 18 décembre 1963 au 3 septembre 1972. († 17 juin 2015).
- 1938 :
  - François Heutte, footballeur français. (9 sélections en équipe de France).
- 1940 :
  - Peter Gethin, pilote de F1 britannique. (1 victoire en Grand Prix). († 5 décembre 2011).
- 1943 :
  - Louis Jauffret, skieur alpin français. Médaillé de bronze du slalom aux Mondiaux de ski alpin 1966.
- 1944 :
  - Lajos Sătmăreanu, footballeur roumain († 30 juin 2025).
- 1949 :
  - Ronnie Hellström, footballeur suédois. (77 sélections en équipe nationale) († 6 février 2022).
  - Enrique Wolff, footballeur puis journaliste argentin. (27 sélections en équipe nationale).

### XXesièclede1951à2000
- 1951 :
  - Wolfgang Frank, footballeur puis entraîneur allemand.
  - Erik van Dillen, joueur de tennis américain. Vainqueur des Coupe Davis 1971 et 1972.
  - Armand Vaquerin, joueur de rugby à XV français. (26 sélections en équipe de France). († 10 juillet 1993).
- 1952 :
  - Pierre Levisse, athlète de fond français. Champion du monde de cross-country par équipes 1978.
- 1954 :
  - Ivo Van Damme, athlète de demi-fond belge. Médaillé d'argent du 800 et 1 500 m aux Jeux de Montréal 1976. († 29 décembre 1976).
- 1957 :
  - Raymond Roche, pilote de vitesse moto, d'endurance moto et de superbike français. Champion du monde d'endurance moto 1981 et champion du monde de Superbike 1990.
- 1958 :
  - Jörn-Uwe Lommel, handballeur puis entraîneur allemand. (14 sélections en équipe nationale). Sélectionneur de l'équipe d'Égypte masculine de 2003 à 2005 et de 2009 à 2012. Champion d'Afrique des nations masculin de handball 2004.
  - Alan Trammell, joueur de baseball américain.
  - Martin Weppler, athlète de sprint allemand. Champion d'Europe d'athlétisme du relais 4×400m 1978.
- 1961 :
  - Yobes Ondieki, athlète de fond kényan. Champion du monde du 10 000 m 1991. Détenteur du Record du monde du 10 000 m du 10 juillet 1993 au 22 juillet 1994.
- 1963 :
  - Lori Fung, gymnaste rythmique puis entraîneuse canadienne. Championne olympique du concours général aux Jeux de Los Angeles 1984.
  - Pierfrancesco Pavoni, athlète de sprint italien.
- 1964 :
  - Marion Clignet, cycliste sur piste française. Médaillée d'argent de la poursuite individuelle aux Jeux d'Atlanta 1996 et aux Jeux de Sydney 2000. Championne du monde de cyclisme sur piste de la poursuite individuelle 1994 et 1996, championne du monde de cyclisme sur piste de la vitesse individuelle et de la poursuite individuelle 1999 puis championne du monde de cyclisme sur piste de la course aux points 2000.
- 1965 :
  - Mirco Schultis, pilote de courses automobile d'endurance allemand.
- 1967 :
  - Leroy Burrell, athlète de sprint américain. Champion olympique du relais 4 × 100 m aux Jeux de Barcelone 1992. Champion du monde d'athlétisme du relais 4 × 100 m 1991 et 1993. Détenteur du Record du monde du 100 m du 14 juin 1991 au 25 août 1991 puis du 6 juillet 1994 au 27 juillet 1996.
  - Sari Essayah, athlète de marche puis femme politique finlandaise. Championne du monde d'athlétisme du 10 km marche 1993. Championne d'Europe d'athlétisme du 10 km marche 1994. Députée européenne de 2009 à 2014.
  - Silke Knoll, athlète de sprint allemande. Championne d'Europe d'athlétisme du relais 4 × 100 m 1994.
- 1969 :
  - William David, pilote de courses automobile français.
  - Petra Kronberger, skieuse alpin autrichienne. Championne olympique du slalom et du combiné aux Jeux d'Albertville 1992. Championne du monde de ski alpin de la descente 1991.
  - Tony Meola, footballeur puis entraîneur américain. (100 sélections en équipe nationale).
- 1971 :
  - Pierre Fulke, golfeur suédois.
  - Leonard White, basketteur américain.
- 1972 :
  - Mark Andrews, joueur de rugby à XV sud-africain. Champion du monde de rugby à XV 1995. (77 sélections en équipe nationale).
  - Nuno Capucho, footballeur portugais. Vainqueur de la Coupe UEFA 2003. (34 sélections en équipe nationale).
- 1973 :
  - Paulo Rink, footballeur allemand. (13 sélections en équipe nationale).
  - Brian Rolston, hockeyeur sur glace américain. Médaillé d'argent aux Jeux de Salt Lake City 2002.
  - Elsa Girardot, épéiste française. Médaillée de bronze par équipes aux Mondiaux d'escrime 1997. († 22 octobre 2017).
- 1974 :
  - Iván Campo, footballeur espagnol. Vainqueur des Ligues des champions 1999 et 2002. (4 sélections en équipe nationale).
  - David Joerger, entraîneur de basket-ball américain.
  - Lee Young-sun, athlète de lancers sud-coréenne. Championne d'Asie d'athlétisme du javelot 2000.
- 1975 :
  - Scott Miller, nageur australien. Médaillé d'argent du 100m papillon et de bronze du 4 × 100 m 4 nages aux Jeux d'Atlanta 1996.
- 1976 :
  - Gábor Dobos, athlète de sprint hongrois.
  - Ryan Smyth, hockeyeur sur glace canadien. Champion olympique aux Jeux de Salt Lake City 2002. Champion du monde de hockey sur glace 2003 et 2004.
  - Vita Styopina, athlète de sauts ukrainienne. Médaillée de bronze de la hauteur aux Jeux d'Athènes 2004.
- 1977 :
  - Steve Francis, basketteur américain.
- 1978 :
  - Ralf Bartels, athlète de lancers allemand. Champion d'Europe d'athlétisme du poids 2006.
- 1979 :
  - Pascal Chimbonda, footballeur français. (1 sélection en équipe de France).
  - Nathalie Dechy, joueuse de tennis française.
- 1980 :
  - Brad Fast, hockeyeur sur glace canadien.
  - Yannick Lupien, nageur canadien.
- 1982 :
  - Andre Barrett, basketteur américain.
  - Marcellus Sommerville, basketteur américain.
- 1983 :
  - Braylon Edwards, joueur de foot U.S. américain.
  - Franklin Gutiérrez, joueur de baseball vénézuélien.
  - Benoît Lesoimier, footballeur français.
  - Alasdair Strokosch, joueur de rugby à XV écossais. (47 sélections en équipe nationale).
- 1984 :
  - Andy Ellis, joueur de rugby à XV néo-zélandais. Champion du monde de rugby à XV 2011. (28 sélections en équipe nationale).
  - David Odonkor, footballeur allemand. (16 sélections en équipe nationale).
  - Andreas Seppi, joueur de tennis italien.
  - James Wisniewski, hockeyeur sur glace américain.
- 1985 :
  - Massimo Colaci, volleyeur italien. Médaillé d'argent aux Jeux de Rio 2016. Vainqueur de la Ligue des champions 2011. (80 sélections en équipe nationale).
  - Svetlana Kryoutchkova, volleyeuse russe. Championne du monde de volley-ball féminin 2006 et 2010. Championne d'Europe de volley-ball féminin 2013. Victorieuse du Challenge Cup féminine 2013 puis des Coupe de la CEV féminine 2015 et 2016. (69 sélections en équipe nationale).
  - Yeóryos Samarás, footballeur grec. (81 sélections en équipe nationale).
  - Andre Smith, basketteur américain.
  - Peter Velits, cycliste sur route slovaque. Champion du monde de cyclisme sur route par équipes 2012, 2013 et 2014.
- 1986 :
  - Kineke Alexander, athlète de sprint vincentaise
  - Garra Dembélé, footballeur franco-malien. (7 sélections avec l'équipe du Mali).
- 1988 :
  - Laurence Ekperigin, basketteur anglais.
  - Matthias de Zordo, athlète de lancers allemand. Champion du monde d'athlétisme du javelot 2011.
- 1989 :
  - Pablo Martinez, footballeur franco-espagnol.
  - Jake Muzzin, hockeyeur sur glace canadien. Champion du monde de hockey sur glace 2015.
- 1990 :
  - Ievgueni Gratchiov, hockeyeur sur glace russe.
  - Arnaud Jouffroy, cycliste de VTT et de cyclocross français. Champion du monde de VTT et de trial du relais mixte 2008.
- 1991 :
  - Alexandre Iddir, judoka français. Médaillé d'argent par équipes aux Mondiaux de judo 2018.
  - Riyad Mahrez, footballeur franco-algérien. Champion d'Afrique des nations de football 2019. (57 sélections avec l'équipe d’Algérie).
  - Olesia Malachenko, basketteuse ukrainienne.
  - Pavel Maslák, athlète de sprint tchèque. Champion d'Europe d'athlétisme du 400 m 2012.
  - Ji So-yun, footballeuse sud-coréenne. (98 sélections en équipe nationale).
  - Devon Travis, joueur de baseball américain.
- 1992 :
  - Klemen Čebulj, volleyeur slovène. (182 sélections en équipe nationale).
  - Phil Jones, joueur de football anglais. (27 sélections en équipe nationale).
  - Iain Henderson, joueur de rugby à XV irlandais. Vainqueur des tournois des Six Nations 2014, 2015 et du Grand chelem 2018. (49 sélections en équipe nationale).
  - Louis Meintjes, cycliste sur route sud-africain. Champion d'Afrique de cyclisme sur route de la course en ligne 2015.
- 1993 :
  - Steve Beleck, footballeur camerounais.
  - Davy Klaassen, footballeur néerlandais. (16 sélections en équipe nationale).
  - Derik Osede, footballeur espagnol.
- 1994 :
  - Charálampos Mavrías, footballeur grec. (8 sélections en équipe nationale).
- 1995 :
  - Aleksej Nikolić, basketteur slovène. Champion d'Europe de basket-ball 2017.
  - Fabien Sanconnie, joueur de rugby à XV français. (4 sélections en équipe de France).
- 1996 :
  - Miguel Flórez, cycliste sur route colombien.
  - Noah Rubin, joueur de tennis américain.
- 1997 :
  - Claire Fay, rink hockeyeuse française.
  - Malik Newman, basketteur américain.
- 1998 :
  - Wilfried Kanga, footballeur franco-ivoirien.
- 1999 :
  - Max Langenhan, lugeur allemand. Champion du monde de luge du relais mixte par équipes 2023, en individuel et du relais mixte par équipes 2024 puis en individuel, en simple mixte et du relais mixte par équipes 2025.

### XXIesiècle
- 2002 :
  - Péter Baráth, footballeur hongrois.
  - Jun Nishikawa, footballeur japonais.
  - Brandon Soppy, footballeur français.
- 2003 :
  - Nathan De Sousa, basketteur français.
- 2004 :
  - Oliver Braude, footballeur norvégien.
  - Hugo Reus, joueur de rugby à XV français. Champion du monde junior de rugby à XV 2023.
  - Martin Vetkal, footballeur estonien.

## Décès

### XXesièclede1901à1950
- 1916 :
  - Paul Chauchard, 45 ans, pilote de course automobile français. (° 13 janvier 1871).
- 1925 :
  - Zacharie Baton, 38 ans, footballeur français. (4 sélections en équipe de France). (° 20 septembre 1886).
- 1941 :
  - Noël Liétaer, 32 ans, footballeur français. (7 sélections en équipe de France). (° 17 novembre 1908).
- 1944 :
  - Ferenc Szisz, 70 ans, pilote de courses automobile hongrois. (° 20 septembre 1873).
- 1945 :
  - Eric Liddell, 43 ans, athlète de sprint et joueur de rugby à XV britannique. Champion olympique du 400 mètres et médaillé de bronze du 200 m aux Jeux de Paris 1924. (7 sélections avec l'équipe d'Écosse de rugby). (° 16 janvier 1902).

### XXesièclede1951à2000
- 1958 :
  - Duncan Edwards, 21 ans, footballeur anglais. (18 sélections en équipe nationale). (° 1er octobre 1936).
- 1973 :
  - Georges Carabignac, 43 ans, joueur de rugby à XV français. (7 sélections en équipe de France). (° 10 octobre 1929).
- 1974 :
  - Tim Horton, 44 ans, hockeyeur sur glace puis homme d'affaires canadien. (° 12 janvier 1930).
- 1978 :
  - Raoul Heide, 89 ans, épéiste norvégien. Champion du monde d'escrime de l'épée individuelle 1922. (° 13 octobre 1888).
- 1989 :
  - Alexis Thépot, 82 ans, footballeur français. (31 sélections en équipe de France). (° 30 juillet 1906).
- 1991 :
  - Alexandre Iddir, judoka français, médaillé de bronze aux Championnats d'Europe de judo 2014.
- 1992 :
  - Henri Préaux, 80 ans, rameur français. Médaillé d'argent du deux barré aux Jeux d'Amsterdam 1928. (° 25 novembre 1911).
- 1997 :
  - Donald Laz, 66 ans, athlète de sauts américain. Médaillé d'argent de la perche aux Jeux d'Helsinki 1952. (° 17 mai 1929).
  - Josef Posipal, 69 ans, footballeur allemand. Champion du monde de football 1954. (32 sélections en équipe nationale). (° 20 juin 1927).

### XXIesiècle
- 2001 :
  - Auguste Aquaron, 96 ans, footballeur français. (° 20 août 1904).
  - Octávio Barrosa, 80 ans, footballeur portugais. (7 sélections en équipe nationale). (° 21 décembre 1920).
  - Fido Purpur, 88 ans, joueur puis entraîneur de hockey sur glace américain. (° 26 septembre 1912).
- 2003 :
  - Eddie Thomson, 55 ans, footballeur écossais. Sélectionneur de l'équipe d'Australie entre 1990 et 1996 avec laquelle il remporte la Coupe d'Océanie 1996. (° 25 février 1947).
- 2004 :
  - John Charles, 72 ans, footballeur puis entraîneur gallois. (38 sélections en équipe nationale). (° 27 décembre 1931).
  - Gilles Locatelli, 60 ans, coureur cycliste français. (° 4 décembre 1943).
  - Custódio Pinto, 62 ans, footballeur portugais. (13 sélections en équipe nationale). (° 9 février 1942).
- 2008 :
  - Emmanuel Sanon, 56 ans, footballeur puis entraîneur haïtien. (100 sélections en équipe nationale). (° 25 juin 1951).
- 2011 :
  - Jean Baeza, 68 ans, footballeur français. (8 sélections en équipe de France). (° 20 août 1942).
- 2013 :
  - Hasse Jeppson, 68 ans, footballeur suédois. (12 sélections en équipe nationale). (° 10 mai 1925).
- 2020 :
  - Paul Carrier, 89 ans, footballeur français. (° 4 mars 1930).
  - Phil Maloney, 92 ans, joueur puis entraîneur de hockey sur glace canadien. (° 6 octobre 1927).
- 2021 :
  - Arthur Cook, 92 ans, tireur sportif américain. Champion olympique de tir à la carabine à 50 mètres, 3 positions lors des Jeux d'été de Londres en 1948. (° 19 mars 1928).
  - André Dufraisse, 94 ans, coureur cycliste français. Champion du monde de cyclo-cross en 1954, 1955, 1956, 1957 et 1958. (° 30 juin 1926).
  - Giovanni Knapp, 77 ans, coureur cycliste italien. (° 28 juillet 1943).
  - Gilbert Pertry, 94 ans, coureur cycliste français. (° 13 février 1927).
  - Jean-Claude Ruiz, 66 ans, boxeur français. Médaillé de bronze de la catégorie des poids super-légers lors des Championnats du monde de 1978. (° 30 novembre 1954).
  - Zlatko Saračević, 59 ans, handballeur puis entraîneur croate. Champion olympique lors du tournoi de handball des Jeux d'été de 1996 et médaillé de bronze lors de ceux de Séoul en 1988. Vainqueur du Championnat du monde de 1986 et vice-champion du monde lors de l'édition de 1995. Médaillé de bronze lors du Championnat d'Europe de 1994. (° 5 juillet 1961).
- 2022 :
  - Marc Bachortz, 83 ans, footballeur français. (° 15 juin 1938).
  - John Emery, 90 ans, bobeur canadien. Champion olympique de bob à quatre lors des Jeux d'hiver de 1964. (° 4 janvier 1932).
  - Eduardo González Pálmer, 87 ans, footballeur mexicain. (4 sélections en équipe nationale). (° 23 août 1934).
- 2023 :
  - Amancio, 83 ans, footballeur puis entraîneur espagnol. Vainqueur de la Coupe d'Europe des nations en 1964. (42 sélections en équipe nationale). (° 16 octobre 1939).
  - Marian Skubacz, 64 ans, lutteur polonais. Vice-champion du monde des moins de 62 kg en 1981. (° 8 avril 1958).